# Per Sjöstrand
Nils Per Erik Sjöstrand, född 29 juli 1930 i Gustav Vasa församling i Stockholm, död 25 oktober 2008 i Viken, var en svensk skådespelare, regissör och  manusförfattare.

## Biografi
Sjöstrand studerade vid Dramatens elevskola 1951–1954 och engagerades efter studierna vid Dramaten fram till 1961. Han var chef för Helsingborgs stadsteater 1962–1968. Han engagerades på nytt vid Dramaten 1971. Vid sidan av teatern regisserade han också TV-serier, flera av dessa bygger på romaner eller pjäser av Vilhelm Moberg.
Han var gift 1956–1961 med skådespelaren Britt Olofsson och från 1963 med skådespelaren Gurie Nordwall.

## Filmografi i urval

### Skådespelare
- 1947 – Jens Månsson i Amerika
- 1952 – Trots
- 1953 – Skuggan
- 1954 – Café Lunchrasten
- 1955 – Kärlek på turné
- 1955 – Våld
- 1956 – Sceningång
- 1957 – Smultronstället
- 1958 – Jazzgossen
- 1967 – Asterix och hans tappra galler (röst som Miraculix)
- 1968 – Ole dole doff
- 1969 – Pippi Långstrump (Klings röst på grund av att Ulf G. Johnsson drabbades av förkylning och lunginflammation.)[3]
- 1970 – Reservatet
- 1971 – Beröringen
- 1973 – Makt på spel (TV-serie)
- 1976 – Asterix 12 stordåd (röst som Miraculix och Troubadix)
- 1976 – Agaton Sax och Byköpings gästabud
- 1977 – Bluff Stop
- 1977 – Soldat med brutet gevär (TV-serie)
- 1983 – Profitörerna (TV-serie)
- 1988 – Behöriga äga ej tillträde
- 1989 – Förhöret
- 1991 – Kopplingen (TV-serie)
- 1993 – Macklean (TV-serie)
- 1993 – Chefen fru Ingeborg (TV-serie)
- 1999 – Där regnbågen slutar

### Regi
- 1986 – Sammansvärjningen (TV)
- 1985 – Rid i natt! (TV-serie)
- 1979 – Mor gifter sig (TV-serie)
- 1976 – Raskens (TV-serie)
- 1973 – Din stund på jorden (TV-serie)
- 1971 – Änkeman Jarl (TV)
- 1970 – Ett dockhem (TV)
- 1967 – Marknadsafton (TV)
- 1958 – Äventyr med gammal (TV)

### Filmmanus
- 1979 – Mor gifter sig (TV-serie)
- 1976 – Raskens (TV-serie)
- 1973 – Din stund på jorden (TV-serie)
- 1971 – Änkeman Jarl
- 1970 – Ett dockhem (TV)
- 1958 – Äventyr med gammal (TV)

## Teater

### Roller
| År   | Roll                                                                  | Produktion                                                                              | Regi               | Teater                   |
| ---- | --------------------------------------------------------------------- | --------------------------------------------------------------------------------------- | ------------------ | ------------------------ |
| 1954 | Patrick                                                               | Fadershjärtat (The Bread-Winner) W. Somerset Maugham                                    | Stig Torsslow      | Dramaten/ Folkparksturné |
| 1959 | Abrahams Madame Abrahams Första advokaten Åldermannen för hattmakarna | Den politiske kannstöparen (Den Politiske Kandestøber) Ludvig Holberg                   | Rune Carlsten      | Dramaten/ Folkan         |
| 1960 | Herr Backlund                                                         | Kvartetten som sprängdes Birger Sjöberg                                                 | Åke Falck          | Skansens friluftsteater  |
| 1962 | Borgmästaren                                                          | Den vackra mjölnerskan (La molinera de Arcos) Alejandro Casona                          | Bo G. Forsberg     | Helsingborgs stadsteater |
| 1963 | Bonden                                                                | Brand Henrik Ibsen                                                                      | Lars-Erik Liedholm | Helsingborgs stadsteater |
| 1964 | Albert                                                                | Änkeman Jarl Vilhelm Moberg                                                             | Hans Bergström     | Helsingborgs stadsteater |
| 1965 | Bill Maitland                                                         | Vittne mot sig själv (Inadmissable evidence) John Osborne                               | Bo Swedberg        | Helsingborgs stadsteater |
| 1966 | Svejk                                                                 | Den tappre soldaten Svejk (Osudy dobrého vojáka Švejka za světové války) Jaroslav Hašek | Hans Bergström     | Helsingborgs stadsteater |
| 1967 | Elis                                                                  | Påsk August Strindberg                                                                  | Gunnar Skar        | Helsingborgs stadsteater |
| 1967 | Rädd                                                                  | Trappan Werner Aspenström                                                               | Per Sjöstrand      | Helsingborgs stadsteater |
| 1968 | Azdak Drängen                                                         | Den kaukasiska kritcirkeln (Der kaukasische Kreidekreis) Bertolt Brecht                 | Håkan Ersgård      | Helsingborgs stadsteater |
| 1968 | Far Ubu                                                               | Kung Ubu (Ubu-roi) Alfred Jarry                                                         | Lars Göran Carlson | Helsingborgs stadsteater |
| 1968 | Aigeus                                                                | Medea (Μήδεια, Mēdeia) Euripides                                                        | Keve Hjelm         | Stockholms stadsteater   |
| 1971 | Apollinaire Dynge                                                     | Modern (Matka) Stanisław Ignacy Witkiewicz                                              | Alf Sjöberg        | Dramaten                 |
| 1976 | Sonen                                                                 | Gud bevare omgivningen när en människa får en idé Stig Ossian Ericson                   | Per Sjöstrand      | Dramaten                 |
| 1977 | Wirén                                                                 | Chez nous Per Olov Enquist och Anders Ehnmark                                           | Lars Göran Carlson | Dramaten                 |
| 1977 | Tichon Fedka                                                          | Onda andar (Бесы) Fjodor Dostojevskij                                                   | Ernst Günther      | Dramaten                 |
| 1990 | Brukspatron Mauritz Hovrättsrådet Balck Läkare Jacobs                 | Amorina Carl Jonas Love Almqvist                                                        | Peter Stormare     | Dramaten                 |
| 1992 | Bartholo                                                              | Figaros bröllop (La Folle Journée, ou Le Mariage de Figaro ) Pierre de Beaumarchais     | Wilhelm Carlsson   | Dramaten                 |

### Regi
| År   | Produktion                                                              | Upphovsmän                                                               | Teater                                                       |
| ---- | ----------------------------------------------------------------------- | ------------------------------------------------------------------------ | ------------------------------------------------------------ |
| 1961 | Fridas visor                                                            | Birger Sjöberg                                                           | Skansens friluftsteater                                      |
| 1962 | Tevye och hans döttrar Tevye and his Daughters                          | Arnold Perl Översättning Per Sjöstrand                                   | Helsingborgs stadsteater                                     |
| 1962 | Fantasticks The Fantasticks                                             | Harvey Schmidt och Tom Jones Översättning Gösta Rybrant                  | Helsingborgs stadsteater                                     |
| 1963 | Två på gungbrädet Two for the Seesaw                                    | William Gibson Översättning Birgitta Hammar                              | Helsingborgs stadsteater                                     |
| 1963 | Hermione och kärleken Hermione                                          | Hans Koning Översättning Bo G. Forsberg                                  | Helsingborgs stadsteater                                     |
| 1963 | Äventyret La belle aventure                                             | Gaston Arman de Caillavet och Robert de Flers Översättning Per Sjöstrand | Helsingborgs stadsteater                                     |
| 1963 | Tartuffe Tartuffe, ou l'Imposteur                                       | Molière Översättning Allan Bergstrand                                    | Helsingborgs stadsteater                                     |
| 1964 | Ostron och politik                                                      | Guilherme Figueiredo Översättning Ingmar Björkstén                       | Helsingborgs stadsteater                                     |
| 1964 | Romeo och Julia The Tragedy of Romeo and Juliet                         | William Shakespeare Översättning Karl Ragnar Gierow                      | Helsingborgs stadsteater                                     |
| 1965 | Tosca                                                                   | Giacomo Puccini, Luigi Illica och Giuseppe Giacosa                       | Helsingborgs stadsteater                                     |
| 1965 | Inget helgon precis! Travelling Light                                   | Leonard Kingstone Översättning Per Sjöstrand                             | Helsingborgs stadsteater Regi tillsammans med Hans Bergström |
| 1965 | Mor Courage och hennes barn Mutter Courage und ihre Kinder              | Bertolt Brecht Översättning Brita Edfelt och Johannes Edfelt             | Helsingborgs stadsteater                                     |
| 1966 | Leva sitt liv: Till salu Used Car For Sale / Dagboken The Dirty Old Man | Lewis John Carlino Översättning Per Sjöstrand                            | Kristianstads teater/ Helsingborgs stadsteater               |
| 1966 | Peterpat                                                                | Enid Rudd Översättning Marianne Höök                                     | Helsingborgs stadsteater                                     |
| 1967 | Glasmenageriet The Glass Menagerie                                      | Tennessee Williams Översättning Carl Olof Lång                           | Helsingborgs stadsteater                                     |
| 1967 | Geografi och kärlek Geografi og kjærlighet                              | Bjørnstjerne Bjørnson Översättning Per Sjöstrand                         | Helsingborgs stadsteater                                     |
| 1967 | Trappan                                                                 | Werner Aspenström                                                        | Helsingborgs stadsteater                                     |
| 1967 | Byxorna Die Hose                                                        | Carl Sternheim Översättning Jan Moen                                     | Helsingborgs stadsteater                                     |
| 1968 | Fantastiska familjen                                                    | Per Sjöstrand                                                            | Helsingborgs stadsteater                                     |
| 1968 | Din stund på jorden                                                     | Vilhelm Moberg                                                           | Helsingborgs stadsteater                                     |
| 1976 | Gud bevare omgivningen när en människa får en idé                       | Stig Ossian Ericson                                                      | Dramaten                                                     |
| 1977 | Ballongen spricker Krukan är tom                                        | Gustav Jonsson, Bo Bergstrand, Christina Nilsson                         | Dramaten                                                     |
| 1980 | Fysikerna Die Physiker                                                  | Friedrich Dürrenmatt                                                     | Dramaten                                                     |

### Dramatik
- Fantastiska familjen: barnpjäs (otryckt, för Helsingborgs stadsteater 1968)

## Radioteater

### Roller
| År   | Roll          | Produktion                              | Regi          |
| ---- | ------------- | --------------------------------------- | ------------- |
| 1954 | Tawms svärson | Pojken med kärran Christopher Fry       | Palle Brunius |
| 1960 | Herr Backlund | Kvartetten som sprängdes Birger Sjöberg | Åke Falck     |

## Översättningar
- Gaston-Armand de Caivallet, Robert de Flers och Etienne Rey: Äventyret: komedi i tre akter (La belle aventure) (otryckt översättning och bearbetning för Helsingborgs Stadsteater 1963)
- Leonard Kingston: Inget helgon precis!: komedi i tre akter (Travelling light) (otryckt översättning för Helsingborgs stadsteater 1965)
- Jacinto Benavente: Skälmarnas triumf (Los interess creados) (otryckt översättning för Helsingborgs stadsteater 1967)
- Fritz Hochwälder: Värdshuset: dramatiserad legend (Die Herberge) (otryckt översättning av Per Sjöstrand för Helsingborgs stadsteater 1960-tal?)
- Arnold Wesker: Fyra kvinnor (Four Portraits - Of Mothers) (otryckt översättning för Stockholms stadsteater 1990)

## Bilder

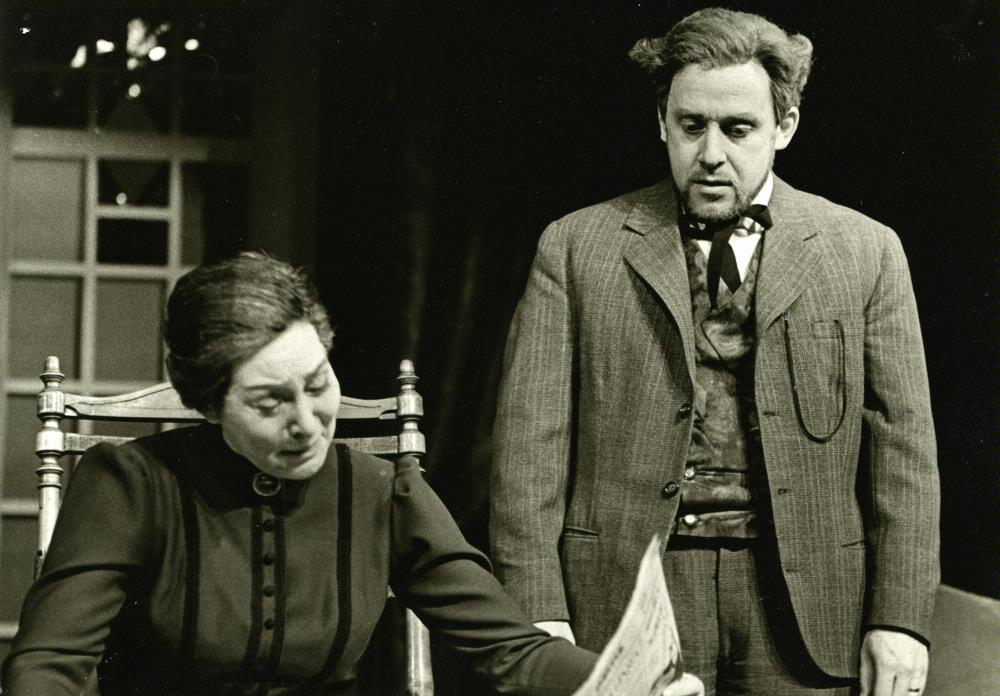
Birgit Eggers och Per Sjöstrand i Påsk på Helsingborgs stadsteater 1966.